# Лукреція Борджія

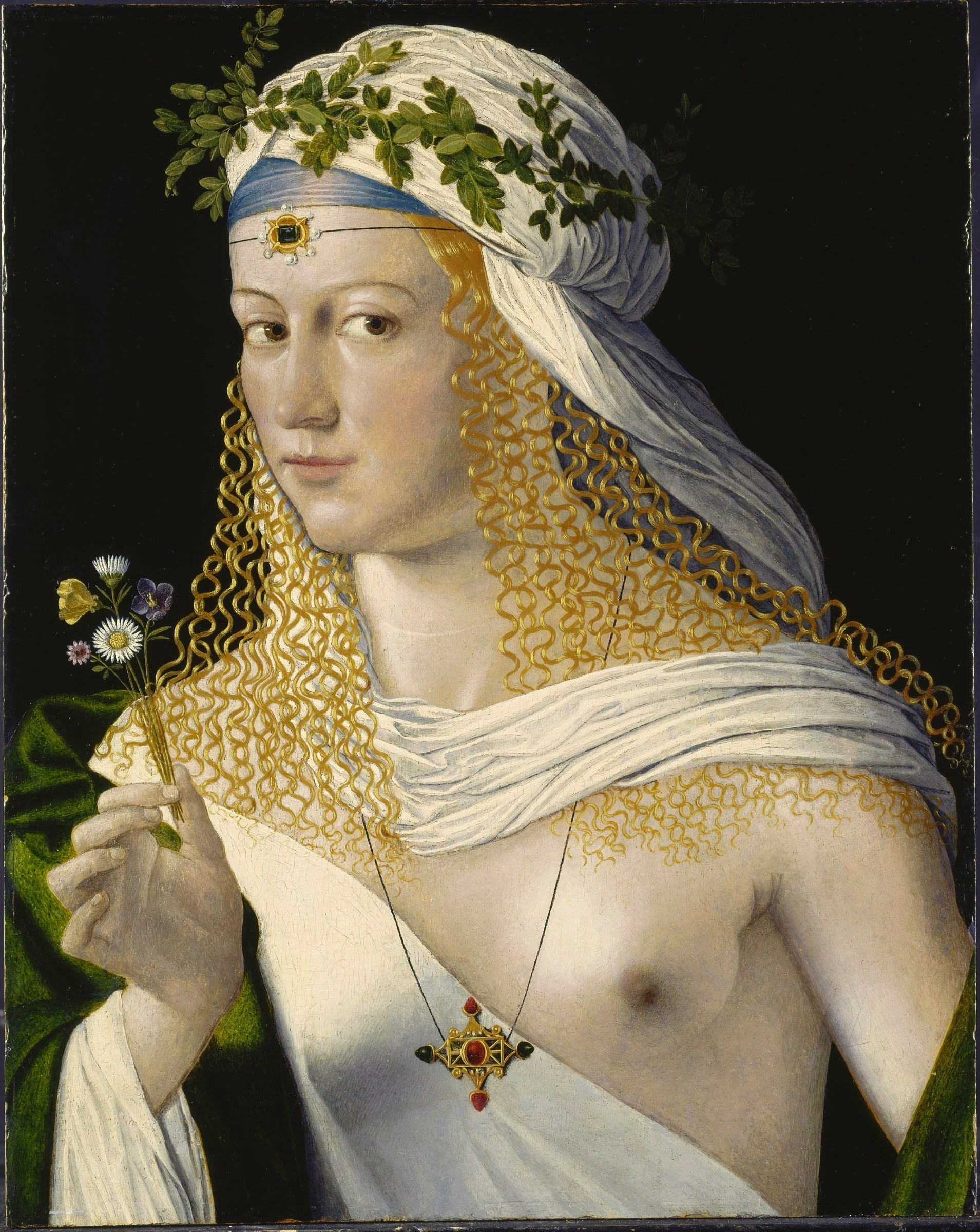
Імовірно портрет Лукреції Борджії в образі Флори, бл. 1520

Лукре́ція Борджія (італ. Lucrezia Borgia; 18 квітня 1480 — 24 червня 1519) — герцогиня Феррари з 1501. Вона була позашлюбною дочкою папи римського Олександра VI і його коханки Ваноцци де Каттані. Похована у Феррарському монастирі Тіла Господнього.

## Біографія
Вже до одинадцяти років Лукреція двічі була заручена, однак обидва рази батько скасовував весілля. Ставши папою римським Олександром VI, Родріго повінчав свою дочку з Джованні Сфорца, тим самим уклавши вигідний союз із могутнім сімейством з Мілана. Шлюб був укладений за дорученням, і протягом чотирьох місяців, очікуючи прибуття свого чоловіка в Рим, Лукреція прожила в чудовому палаці по сусідству з Ватиканом разом із новою коханкою батька, Джулією Форнезе. Близькість палацу дозволяла Олександру безперешкодно відвідувати дочку і коханку, не викликаючи зайвих підозр.
Пробувши кілька років у статусі графині Пезаро в регіоні, куди тато відіслав свого зятя на військову службу, Лукреція, разом із чоловіком, повернулася до Риму. Тут вона допомагала батькові на дипломатичних прийомах. Незабаром потреба у присутності Джованні Сфорца відпала, бо самі Борджії більше не потребували підтримки міланців. Нові політичні союзи зробили цей зв'язок марним. Лукреція, дізнавшись від брата Чезаре, що Джованні збираються відправити на той світ, попередила чоловіка, і той спішно покинув Рим.
Олександр повідомив дядька Джованні, кардинала Асканіо Сфорца, що вимагає згоди на розлучення. Джованні, само собою, відмовився і почав шукати підтримку серед своїх близьких. Ті, своєю чергою, зовсім не збиралися псувати відносини з папою римським, тому запропонували Джованні довести свою правоту вельми оригінальним способом - переспати з Лукрецією у присутності представників обох родин. Природно, юнак відмовився (на те й був розрахунок), але зробив контратаку. Він звинуватив дружину в порочному зв'язку з батьком і братами, Чезаре і Джованні, другим герцогом Гандії.
Поки сторони торгувалися про розлучення, сама Лукреція оселилася в монастирі, спілкуючись з батьком через молодого камергера Перотті. Від нього вона через шість місяців і завагітніла, що не завадило вірним татові ватиканським «спецам» визнати її intacta, незайманою. А ось Чезаре, дізнавшись про цікаве положення, прийшов в лють. Він напав з мечем на Перотті прямо в папському палаці, поки той стояв, схиливши коліна перед Олександром. Перотті зумів вижити, але був заточений у темницю. Кількома днями пізніше, як висловився літописець Бурхард, «Перотті вирушив на дно Тібру проти своєї волі». Його тіло викинуло на берег через шість днів. Як і тіло покоївки, яка, за чутками, спровокувала цю любовну аферу.
У тому ж році, після народження дитини, Лукреція знову вийшла заміж. Цього разу за сімнадцятирічного арагонського принца Альфонсо, що дозволило Олександру укласти ще один вигідний союз із другим за значущістю королівством Неаполем. Друге весілля не поступалася за масштабами першому, і молодята в цілому були щасливі.
Через деякий час Альфонсо потрапив у сутичку, був серйозно поранений і ледь не помер, якби не Лукреція, що доглядала за ним. Та, своєю чергою, прекрасно розуміла, що за нападом стояли люди її брата Чезаре. Під її чуйним наглядом Альфонсо майже одужав, але в плани Чезаре такий розклад не входив. У підсумку він особисто увірвався в апартаменти і наказав своїм людям задушити хворого. Побачивши, як його дочка в жаху залишає спальню, Олександр спробував запобігти вбивству, але, на жаль, було надто пізно. Як влучно висловився у своєму щоденнику Бурхард, «дон Альфонсо відмовився помирати від ран, тому йому допомогли». Так закінчилася історія другого чоловіка Лукреції, якому пощастило значно менше, ніж першому.
Роком пізніше Олександр віддалився з Ватикану, щоб досліджувати нові землі, відвойовані в боротьбі з королем Неаполя Федеріго, поклавши всі свої обов'язки на тендітні плечі Лукреції. Втім, кардинали, звиклі до навіжених витівок Олександра, нітрохи не здивувалися, дізнавшись, що християнським світом тепер править 21-річна жінка. Папа тим часом був зайнятий, збираючи данину на нові військові подвиги Чезаре і шукаючи третього чоловіка для своєї дочки, цього разу бажано королівської крові.
Вибір здійснив сам Чезаре. На прикметі виявився спадкоємець графства Феррара. Йому було 24 роки, вдівець без дітей. Двадцятиоднорічна Лукреція була йому прекрасною парою. Граф-батько також був не проти, тим більше що йому пообіцяли гарне придане і скасування папського податку. Так Лукреція вийшла заміж у третій і останній раз.
Альфонсо д'Есте, граф Феррари, був тихим, але міцним чоловіком, цікавився артилерією, музикою і борделями. У своїй дружині він душі не чув, і, здавалося, що Лукреція, нарешті, знайшла статус вірної дружини і люблячої матері. Як би не так. Так, вона любила свого чоловіка і чотирьох дітей, але при цьому крутила роман із поетом П'єтро Бембо. Невідомо, чи був між ними фізичний зв'язок, чи лише платонічні стосунки, але незабаром Альфонсо почав щось підозрювати. Після того як Бембо переїхав з Феррари до Венеції, його листи стали приходити все рідше, поки в 1505 році роман остаточно не зійшов нанівець.
Лукреція часто супроводжувала брата в його військових пригодах, і його смерть стала для неї справжнім ударом. Тепер її головним завданням було виховати свого сина Родріго від другого шлюбу, а також загадкового Джованні з непідтвердженим батьківством. Обох вона перевезла у Феррару, попри протест Альфонсо. У підсумку хлопчиків відправили під нагляд до Ізабелли Арагонської, яка повинна була простежити за їх навчанням. Родріго помер в 1512 році у віці тринадцяти років, і убита горем Лукреція закрилася у монастирі, звідки зрештою повернулася до чоловіка.
Її п'ята дитина від Альфонсо померла через кілька днів після пологів, а сама Лукреція підхопила родову гарячку і померла 24 червня 1519 на тридцять дев'ятому році життя.
Таким чином, Лукреція, яку звинувачували і в співучасті у вбивствах, скоєних її батьком і братом, і в кровозмісному зв'язку з ними, померла в благочесті і повному співчутті з боку свого чоловіка. Один з її синів, Ерколе, став спадкоємцем графства, а інший, Іпполіто, прийняв кардинальський сан. Обидва були відомі своєю любов'ю до розкоші, тим самим продовжуючи традицію Борджія.

## Сім'я

### Чоловіки

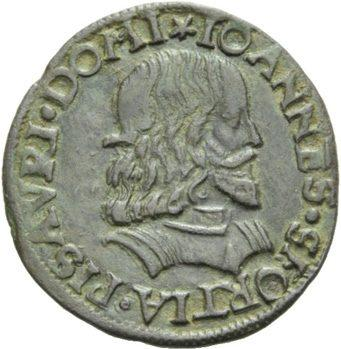
1 Іоанн (1466—1510)
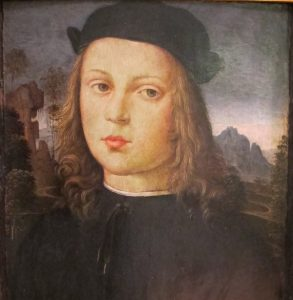
2 Альфонс (1481—1500)
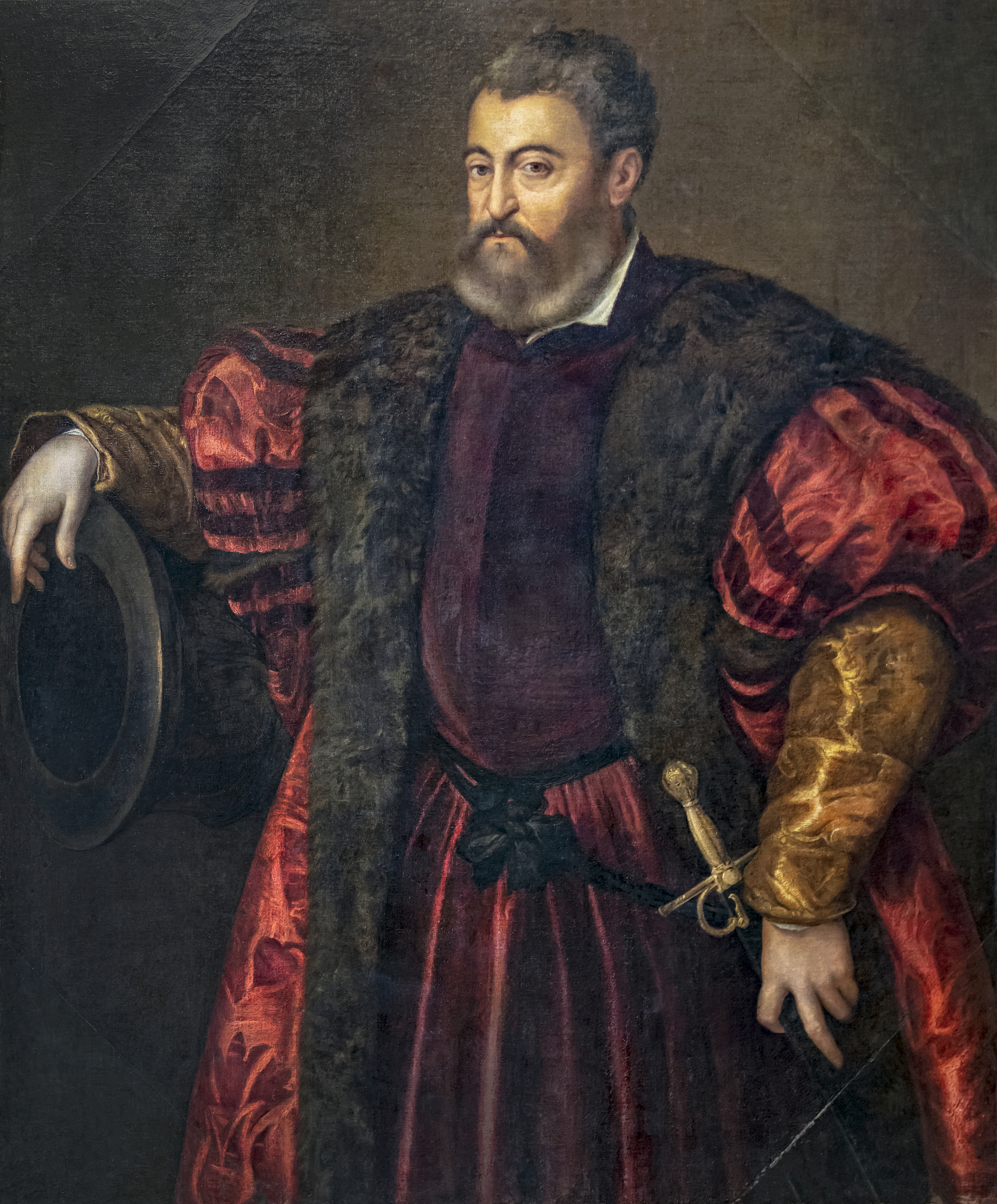
3 Альфонсо (1476—1534)

### Діти
- Від першого чоловіка не було.
- Від другого чоловіка:

1 Викидень (1499)
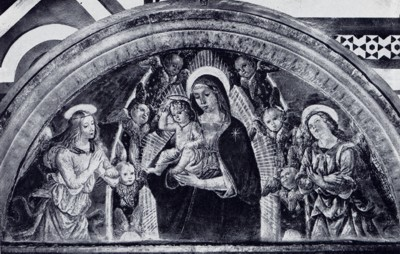
2 Родріго (1499—1512)

- Від третього чоловіка:

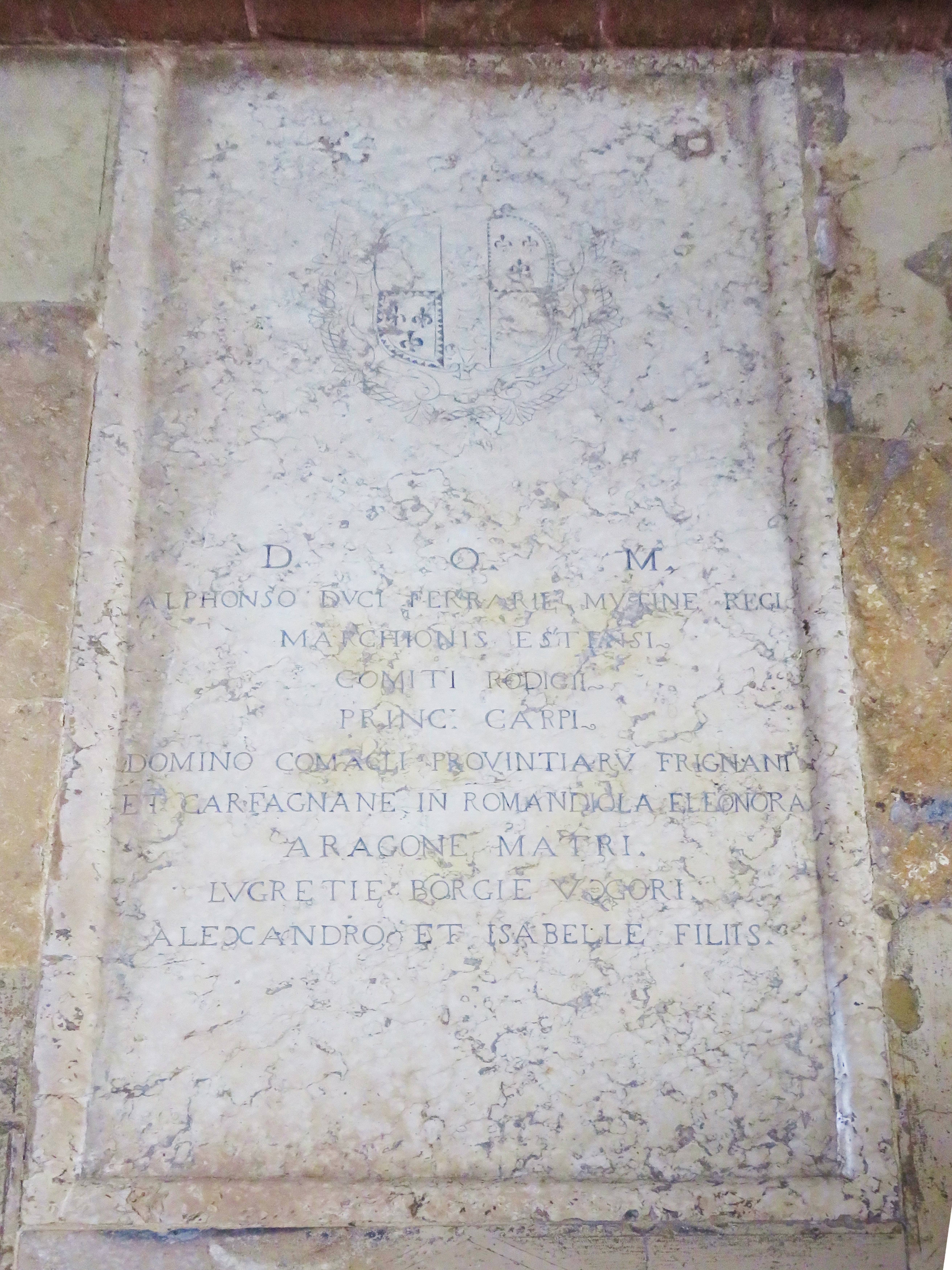
1 Олександр (1505)
2 Дочка (1507)
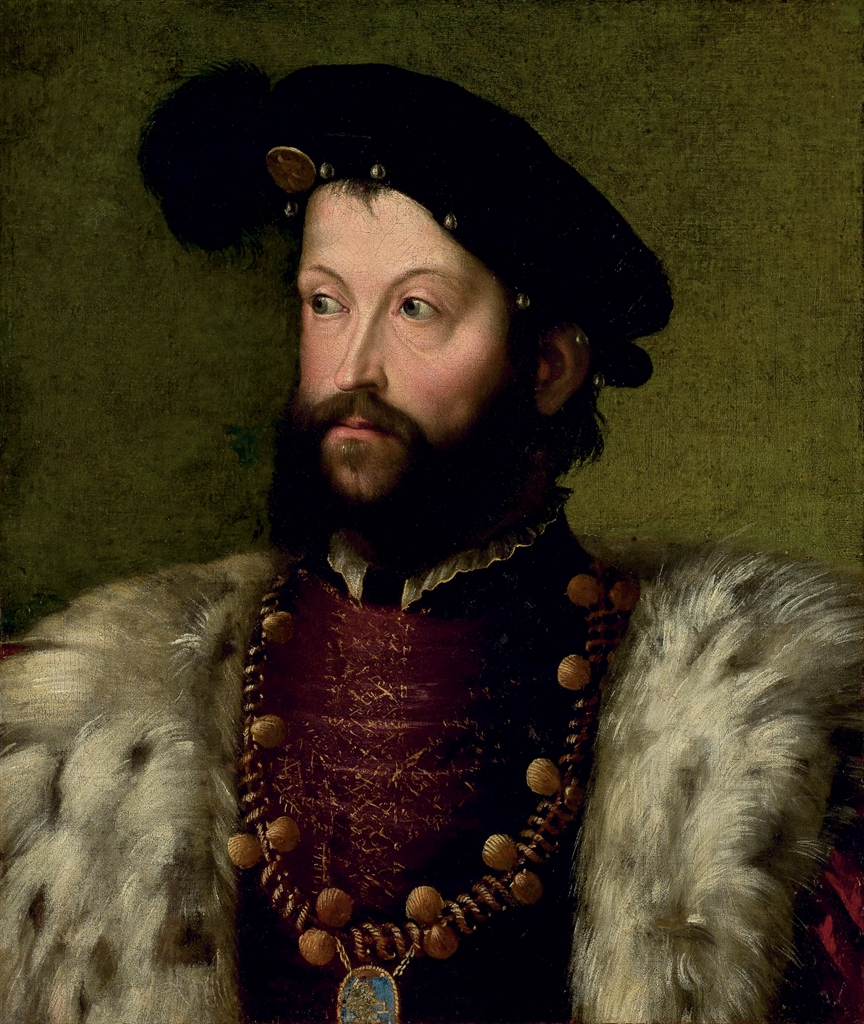
3 Геркулес (1508—1559)
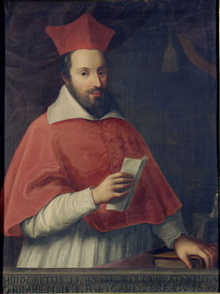
4 Іпполіт (1509—1572)
5 Олександр (1514)
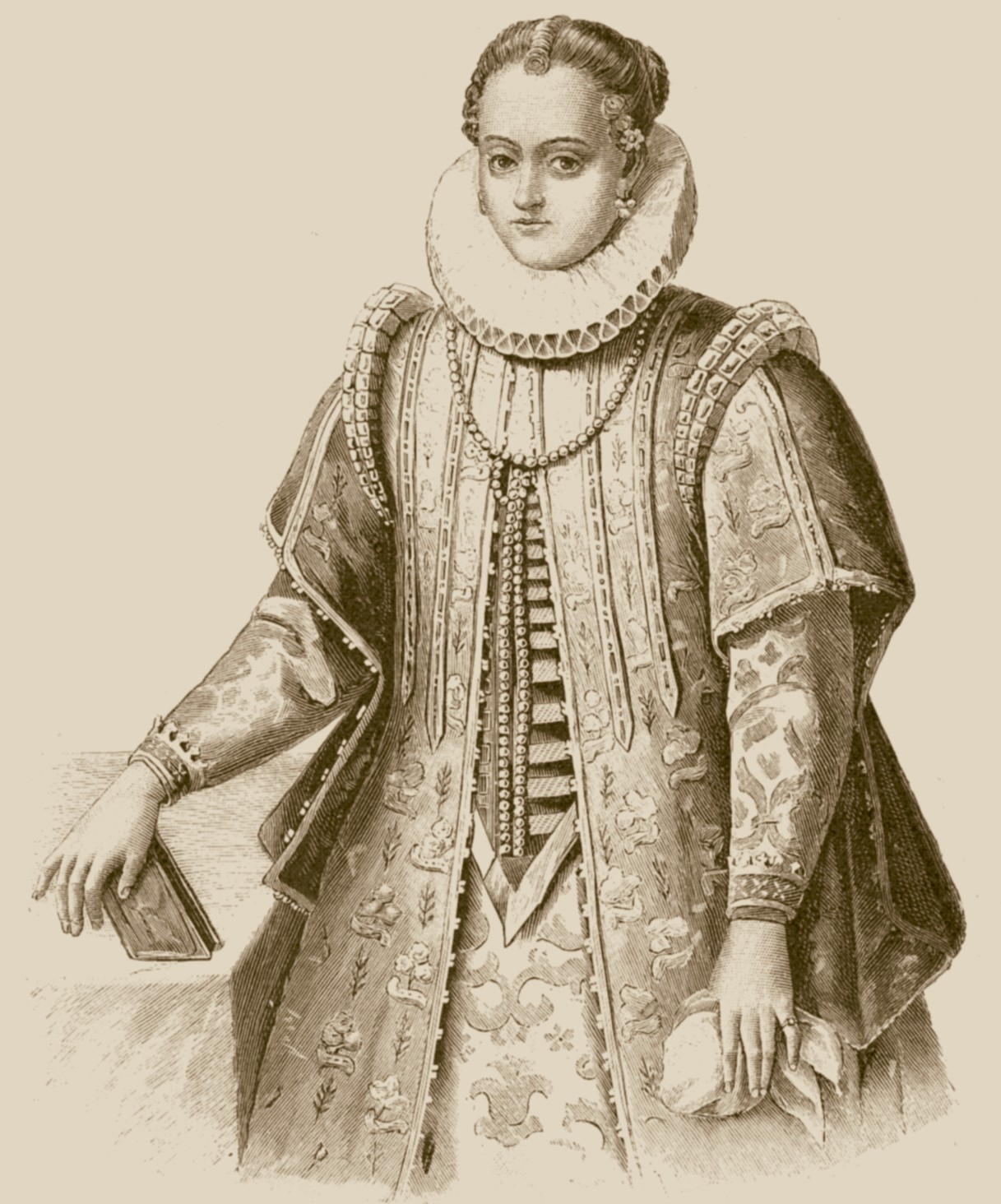
6 Леонора (1515—1575)
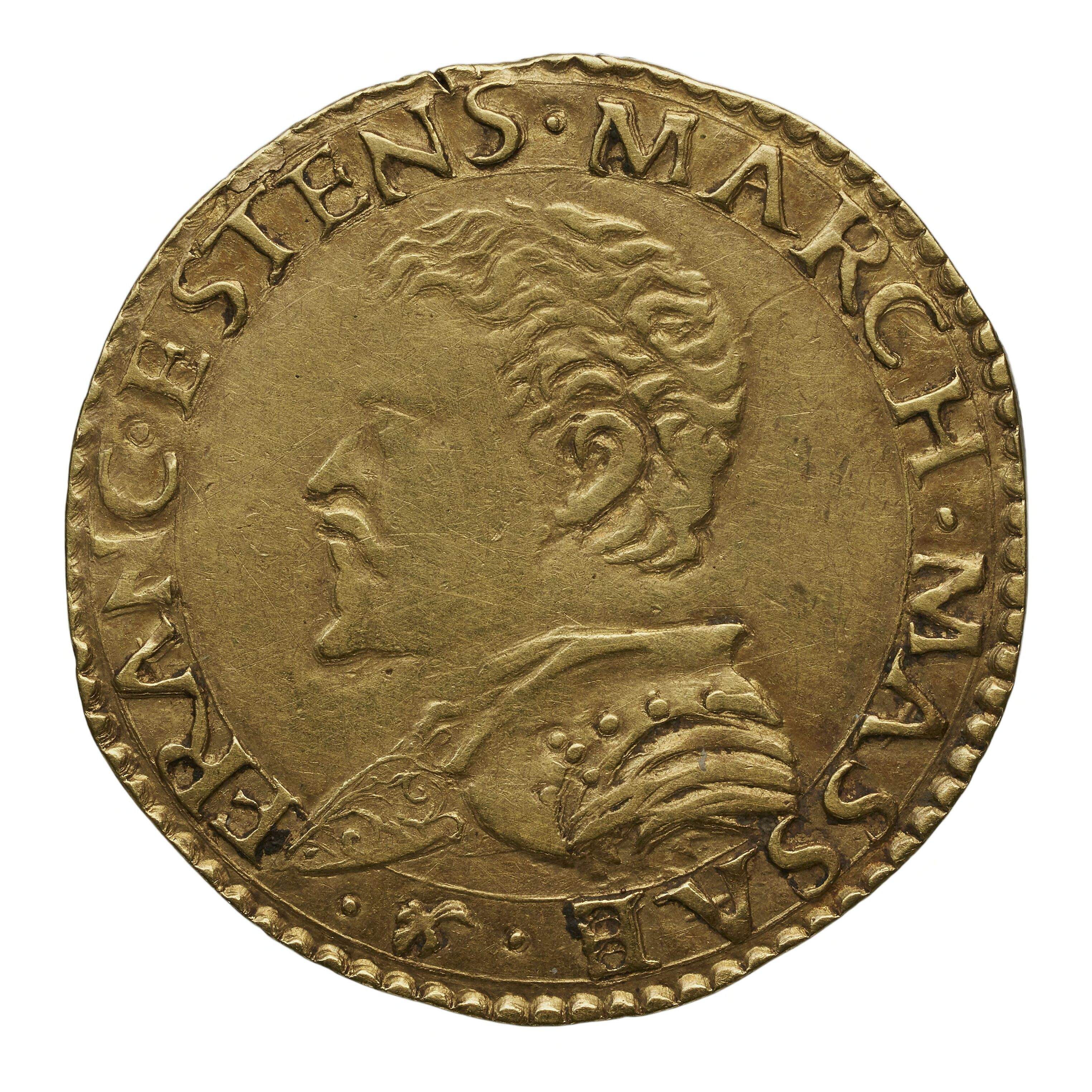
7 Франциск (1516—1578)
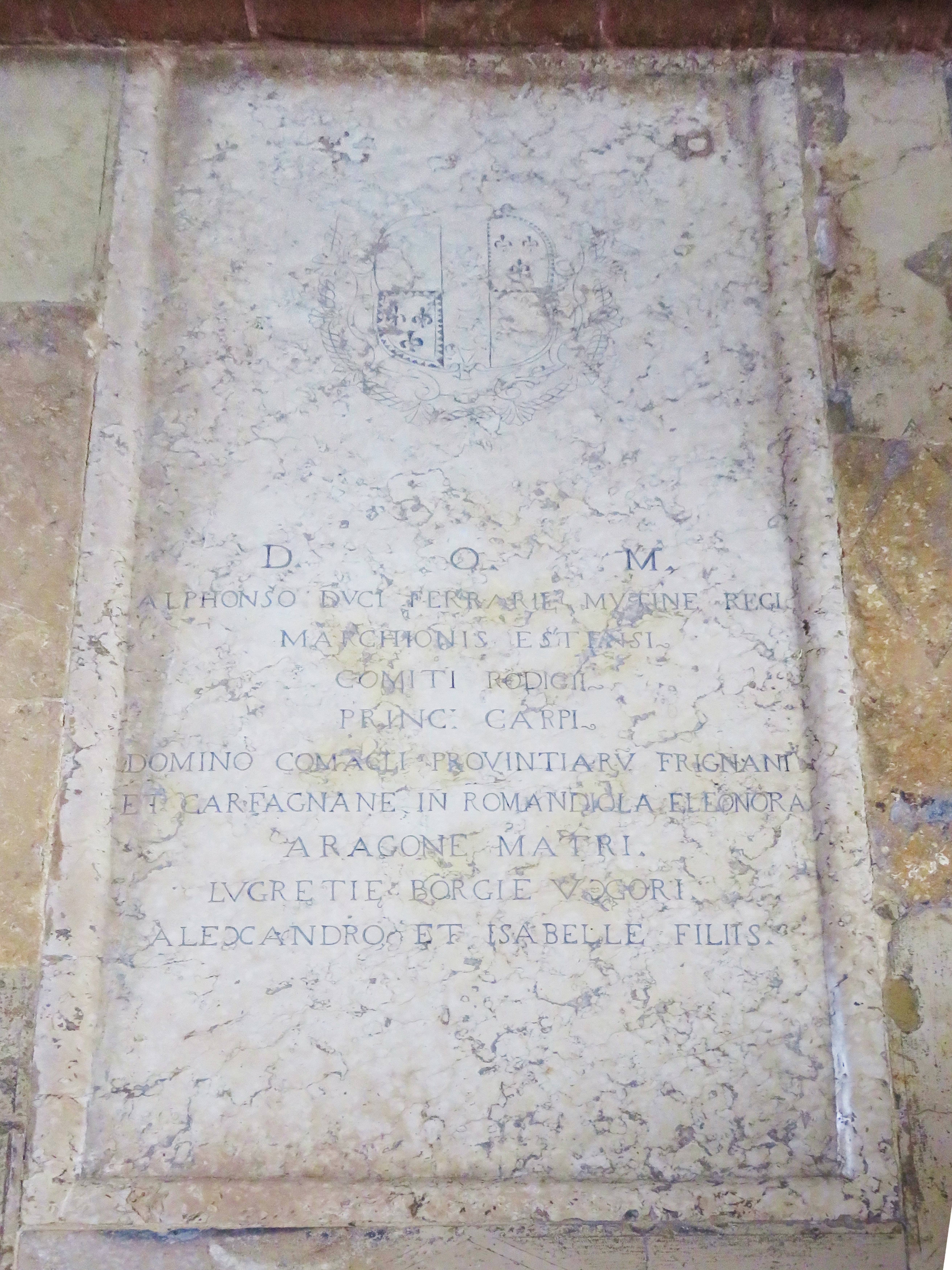
8 Ізабелла Марія (1519—1521)

#### Бастарди

Іоанн (1498—1548)

- Від невідомого:

- Іоанн
(1498—1548)